# Мешхедский метрополитен

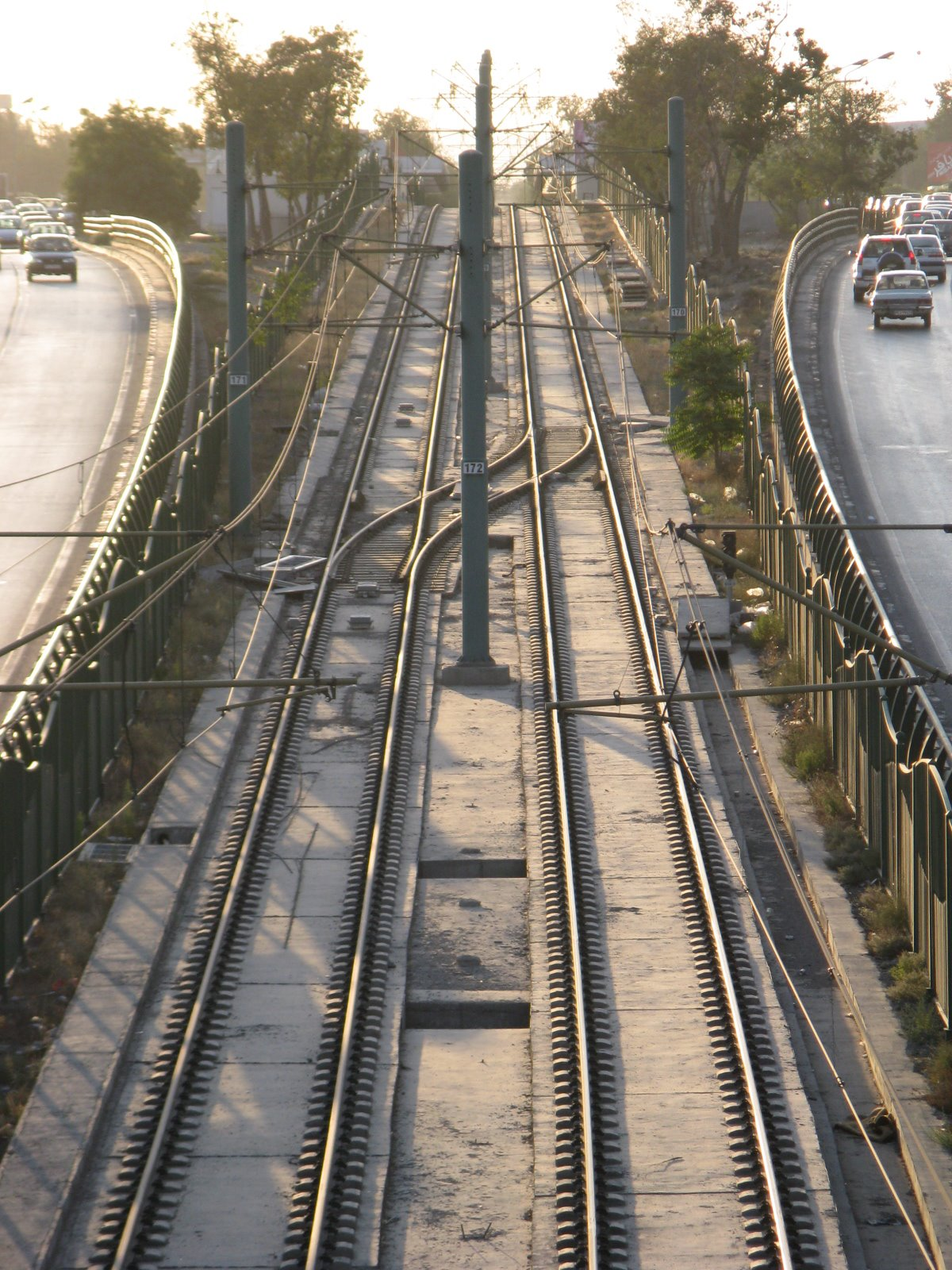
Наземный участок Первой линии

Мешхедский городской метрополитен (перс. متروی مشهد‎) — метрополитен в городе Мешхед, который является вторым по площади и численности населения городом Ирана. Изначально по проекту, метрополитен Мешхеда назывался лёгким метро, но впоследствии был признан полноценным метрополитеном из-за соответствия ряду параметров. Состоит из двух линий и 34 станций. Третья линия строится, четвёртая проектируется.
Строительство данного метрополитена началось в 1999 году. Был открыт 24 апреля 2011 года. Работает с 6:30 утра до 21:30 вечера ежедневно.

## История
Строительство данного метрополитена началось в 1999 году. Испытательное движение поездов было запущено 4 января 2011 года, презентация пассажирам прошла 21 февраля, ограниченные тестовые перевозки стали проводиться с 12 марта, а официальная и полноценная эксплуатация начата 24 апреля 2011 года.
20 февраля 2017 года открыт 1-й участок Второй линии.
7 мая 2018 года открыт 2-й участок Второй линии.

## Линии

### Первая линия
Имеет длину в 24 километра, состоит из 24 станций (во время открытия состояла из 22 станций), 13 из которых подземные. Время проезда 30 минут. Линия проходит от района Нахриси на востоке города, до района Вакилабад на юго-западе, где расположена печально известная тюрьма. Приблизительно половина линии проходит в тоннелях, остальная часть — обособленная наземная. В феврале 2016 года было пущено в эксплуатацию продление линии от станции Гядыр на две станции в сторону международного аэропорта Мешхед имени Шахида Хашеми Наджада.

### Вторая линия
Вторая линия имеет длину 13,5 км с 13 станциями и проходит с севера на юг между районами Кохсанги и Табарси. Первый участок открыт 20 февраля 2017 года, 6 станций, 8 км.
| Линия  | Маршрут                      | Открытие | Длина (км) | Количество станций      |
| ------ | ---------------------------- | -------- | ---------- | ----------------------- |
| 1      | Вакилабад ↔ Бустан-э-Рейхане | 2011     | 24 км      | 22 (на момент открытия) |
| 2      | Табарси ↔ Шахид Каве         | 2017     | 13,5 км    | 13                      |
| Итого: |                              |          | 37,5 км    | 35                      |

Двухпутный тоннель соединяет станции платформенного типа, рассчитанные на длину состава в 5 вагонов. Пересадка с 1 на 2 линию возможна на станции Шариати. За станцией Шариати имеется пошёрстный съезд, с помощью которого ведется оборот поездов.

### Проектируемые и строящиеся линии
- Началось строительство Третьей линии. Открытие по планам должно произойти в середине 2020-х годов.
- Четвёртая линия проектируется.

## Подвижной состав
Подвижной состав метро состоит из 70 низкопольных облегченных вагонов китайской компании Changchun Railway Vehicles.
Каждый поезд состоит из двух вагонов, каждый вагон состоит из трех гибко сочлененных секций (соединенных «гармошкой»): двух концевых длинных, и одной средней, короткой. В концевых (длинных) секциях имеется по две двери с каждой стороны для входа и выхода пассажиров. Средние (короткие) секции дверей не имеют. В одной из концевых секций смонтирована кабина машиниста. На средней секции установлен токоприемник-полупантограф, подача тока осуществляется через провод контактной сети, протянутый над путями. Каждый вагон опирается на три двухосные тележки: одна под средней секцией и две под концевыми. Тележки оборудованы магниторельсовым тормозом.
Вагоны в поезде состыкованы кабинами машиниста наружу. Передняя и последняя секции поезда предназначены только для женщин. Для открытия дверей вагона на станции необходимо нажать кнопку на двери изнутри вагона или снаружи. Внутри вагонов установлены мониторы, на которых показывается маршрут следования и следующая станция. Названия станций написаны на персидском и английском языках. Объявление следующих станций осуществляется на персидском языке.
Составы второй линии состоят из пяти полноценных вагонов метро. В вагонах имеется сквозной проход на всю длину состава. Первый и последний вагоны поезда предназначены только для женщин. Питание поездов осуществляется через контактный рельс токоприёмником нижнего токосъёма.